# 明斯特
明斯特（德語： 德語：[ˈmʏnstɐ] ⓘ；明斯特低地德語：Mönster [ˈmœnstɐ] ⓘ）是德國北萊茵-威斯特法倫州北部的非縣轄城市，亦是威斯特法倫地區的文化中心，並為明斯特行政區首府。
明斯特在德國宗教改革期間是明斯特反叛的發生地，此地亦為1648年締結三十年戰爭之《威斯特伐利亞和約》簽署地點。
1915年明斯特人口達到10萬。目前，該市居民超過31萬人，在德國大城市排名中位居第20名。人口中約6.5萬人為大學生，是一座典型的「大學城」。如今，該市以德國的自行車之都聞名。

## 名稱
「明斯特」（Münster）意指「大教堂」，源自拉丁語的「monasterium」，意為修道院。自公元803年起，明斯特即為天主教明斯特教區的大主教駐地，並成為當地文化與經濟中心。

## 交通
據統計，明斯特市內交通方式比例如下：自行車占38%、機動車35%、步行16%、大眾運輸10%。

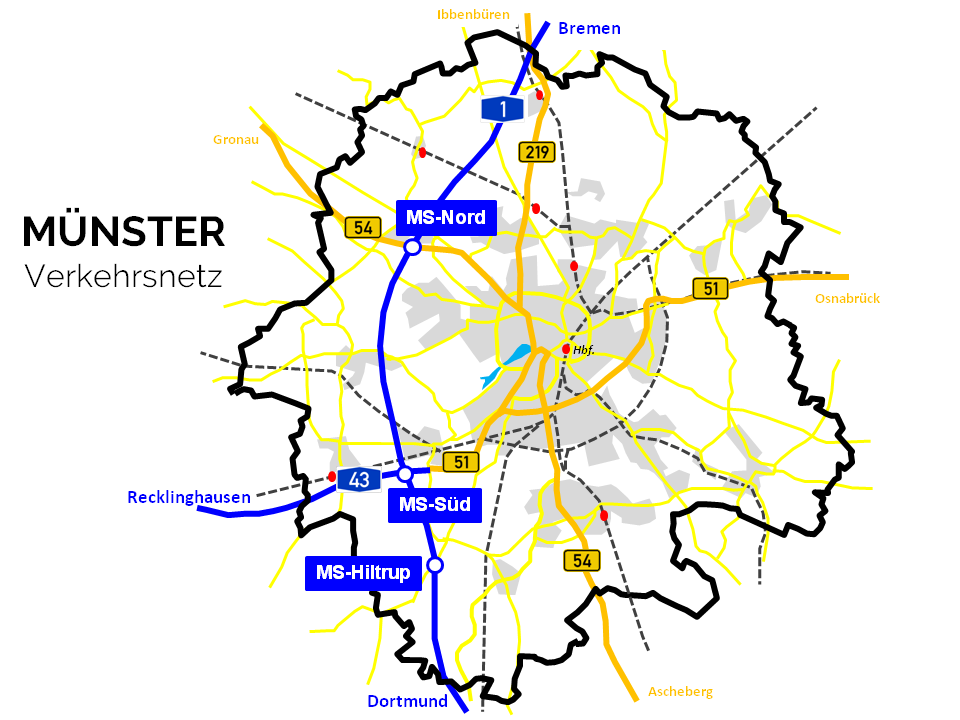
明斯特的高速公路與Bundesstraße
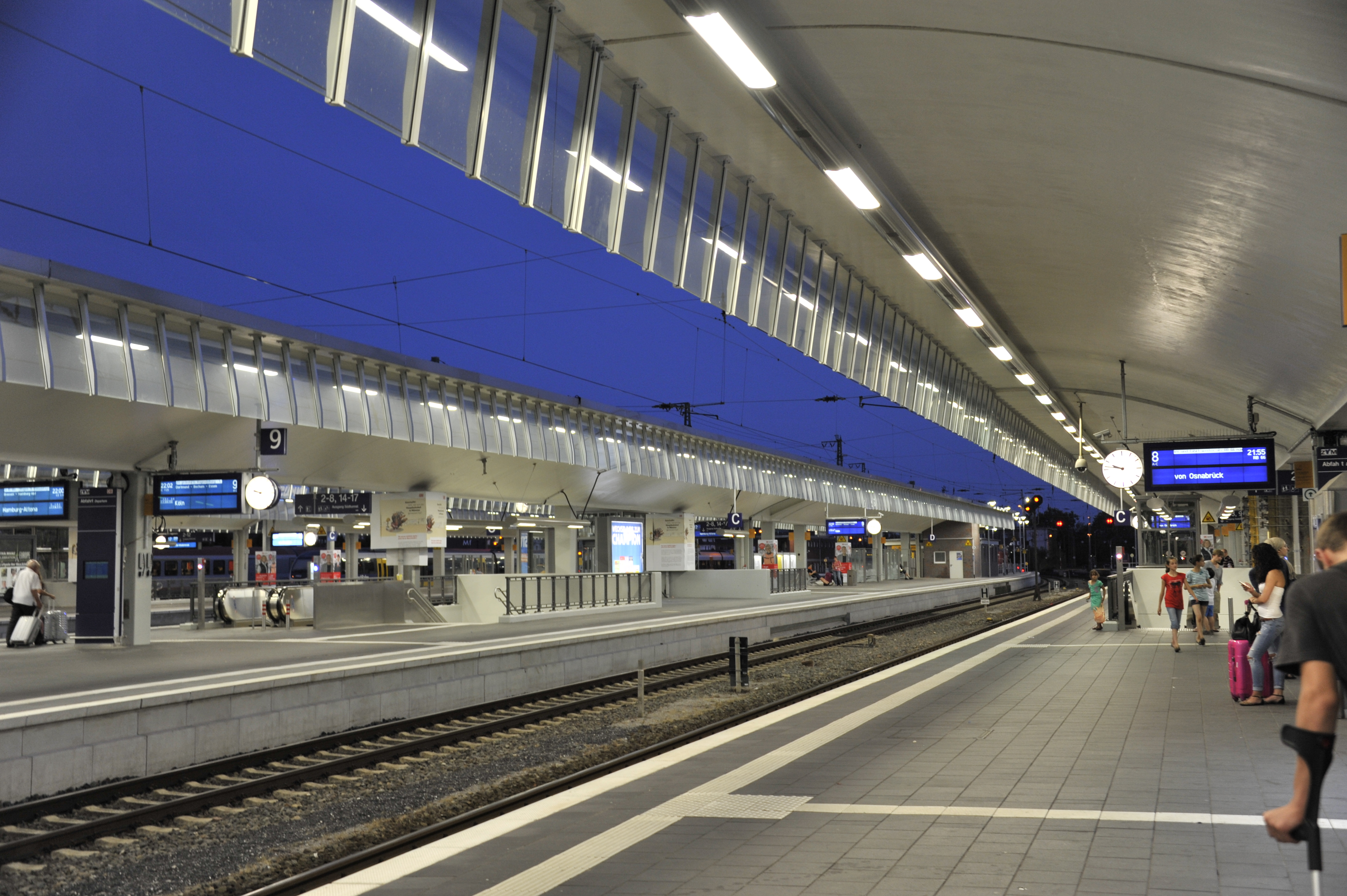
明斯特火車站（英语：Münster Hauptbahnhof）
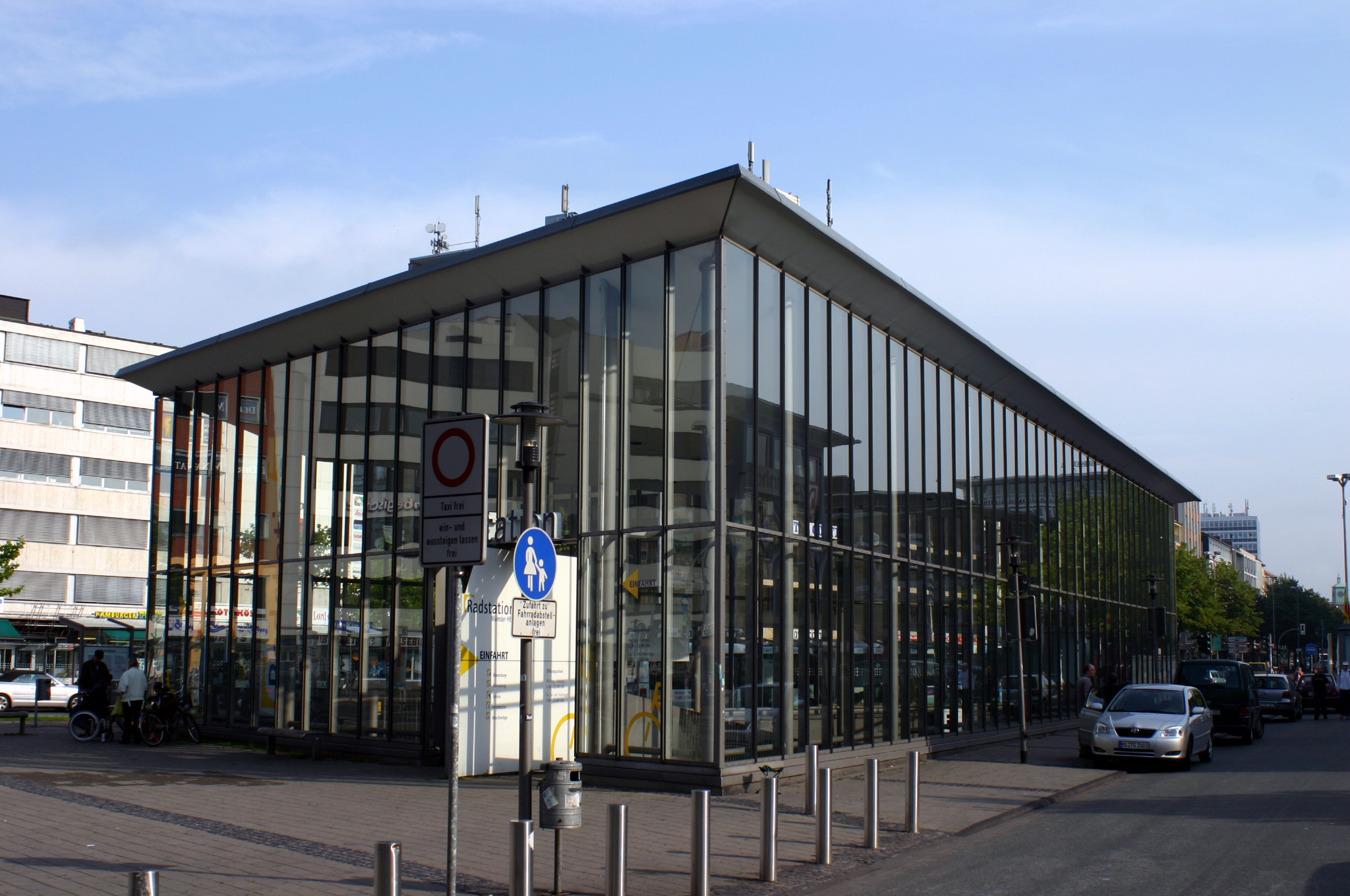
火車站附近的自行車站

## 觀光
- Prinzipalmarkt 市中心的市集廣場，含14世紀市政廳
- 宮殿：建於1767–1787年間，原為主教官邸，現為明斯特大學行政主樓

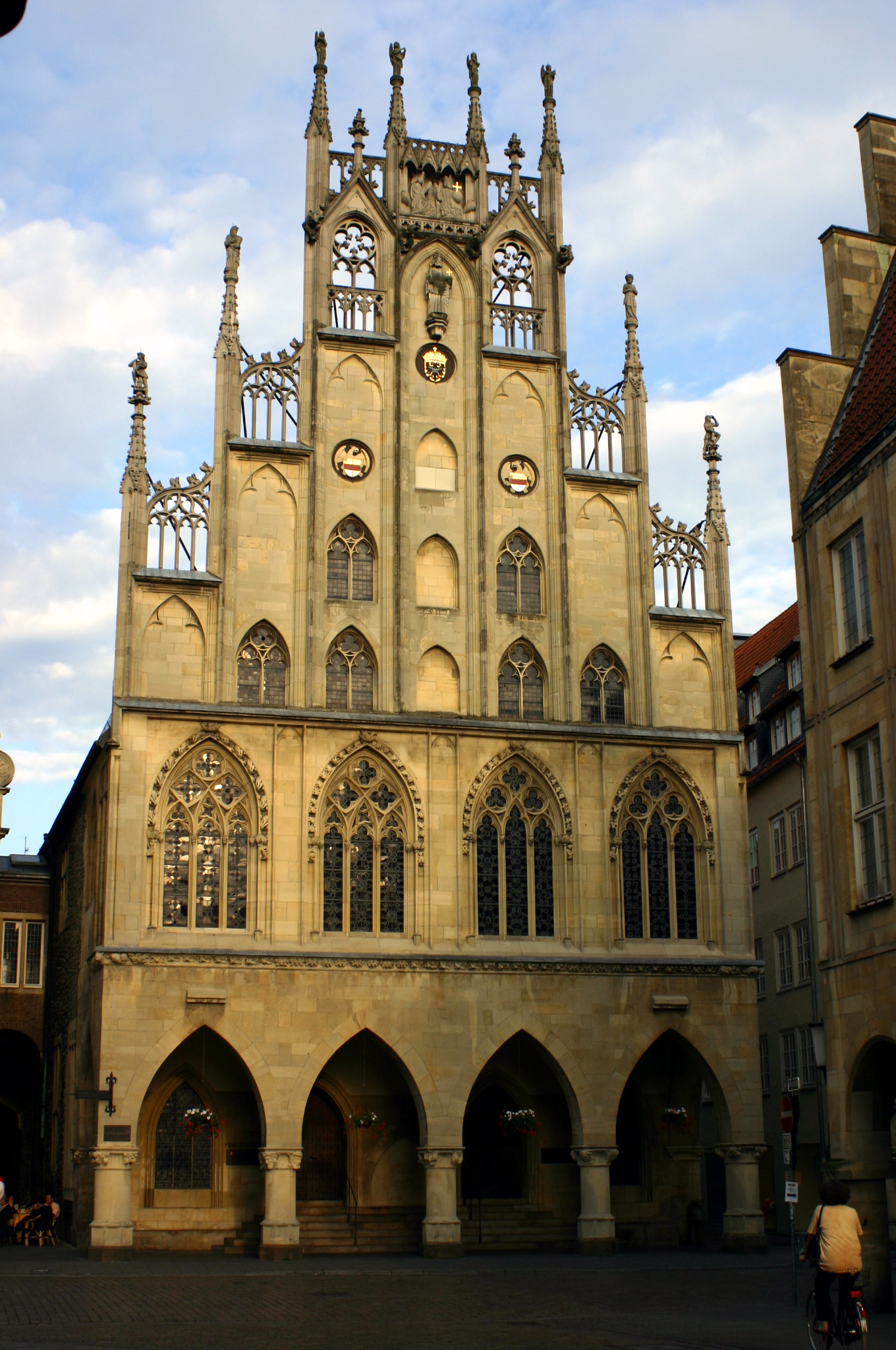
市政廳
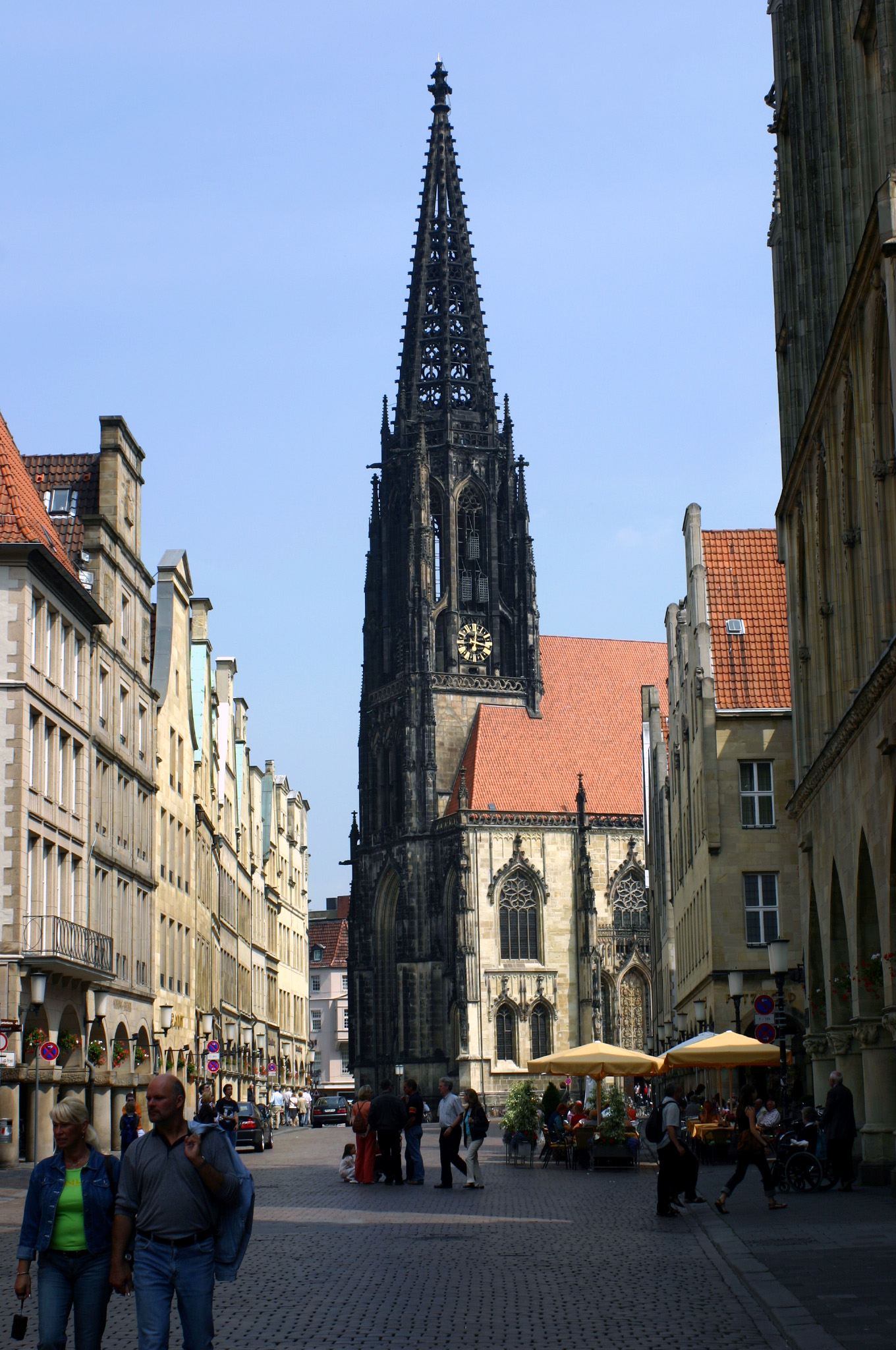
Prinzipalmarkt
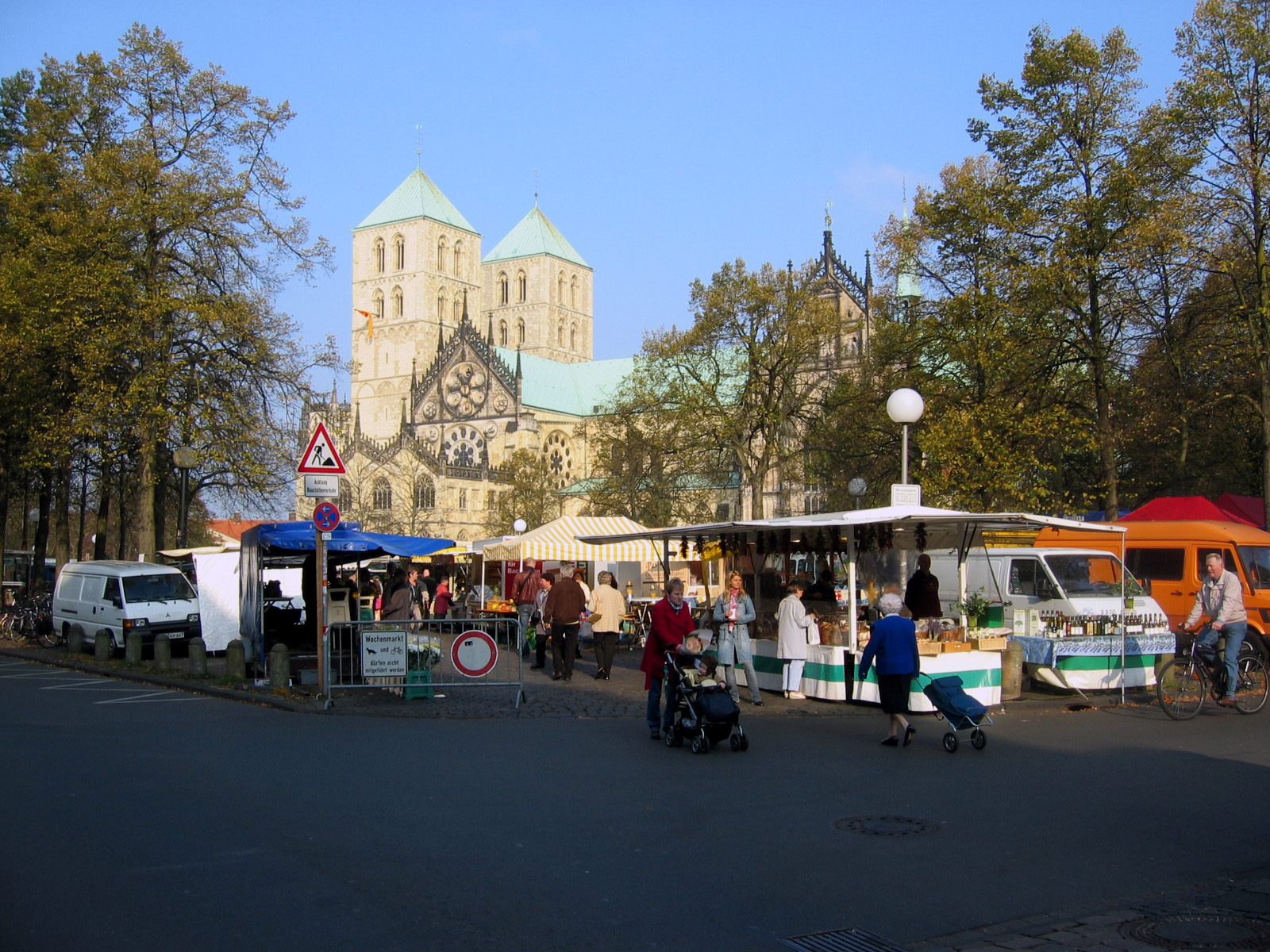
教堂廣場上的傳統市場
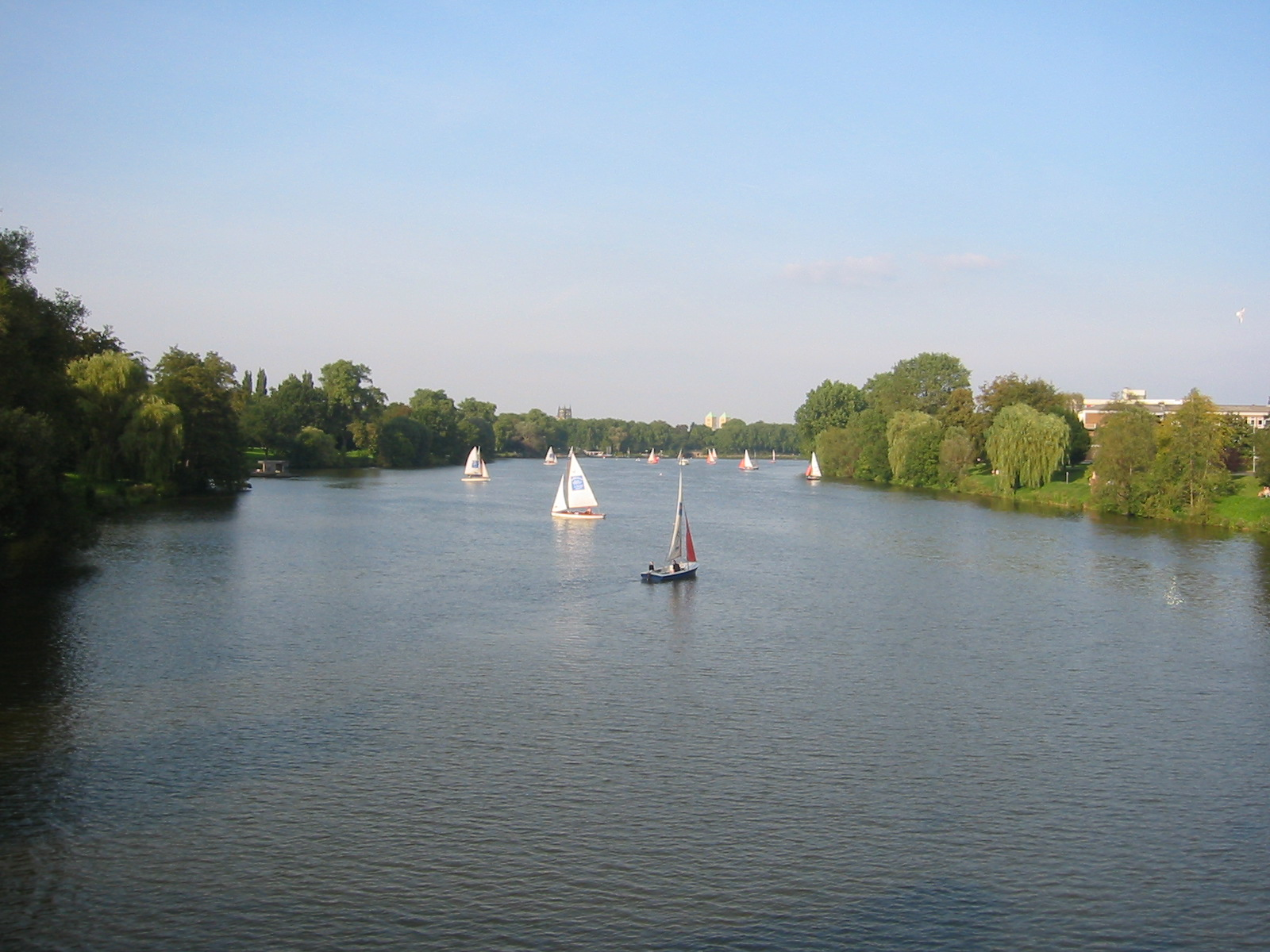
明斯特阿湖

### 教堂
- 聖保羅主教座堂：建於13世紀，內有1540年的天文鐘
- 聖蘭貝蒂教堂（德语：St. Lamberti (Münster)）：建於1375年，外牆懸有三個裝載再洗禮派領袖遺體的鐵籠
- 克萊門教堂（德语：Clemenskirche (Münster)）：建於1753年，圓頂、濕壁畫、綠色人造大理石柱
- 聖瑪利亞教堂：14世紀哥德式建築，有彩色玻璃，因位於溪畔又稱「水上教堂（德语：Überwasserkirche）」

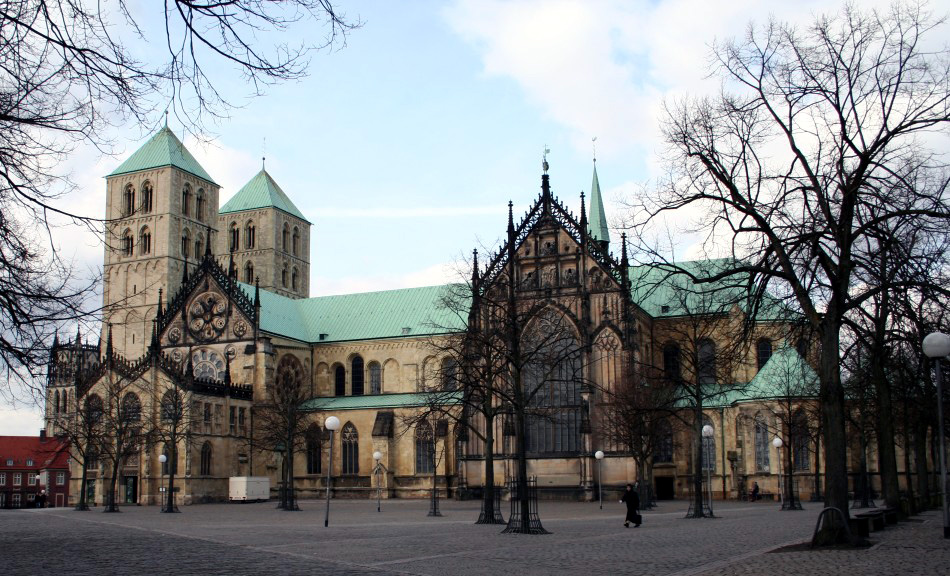
聖保羅主教座堂
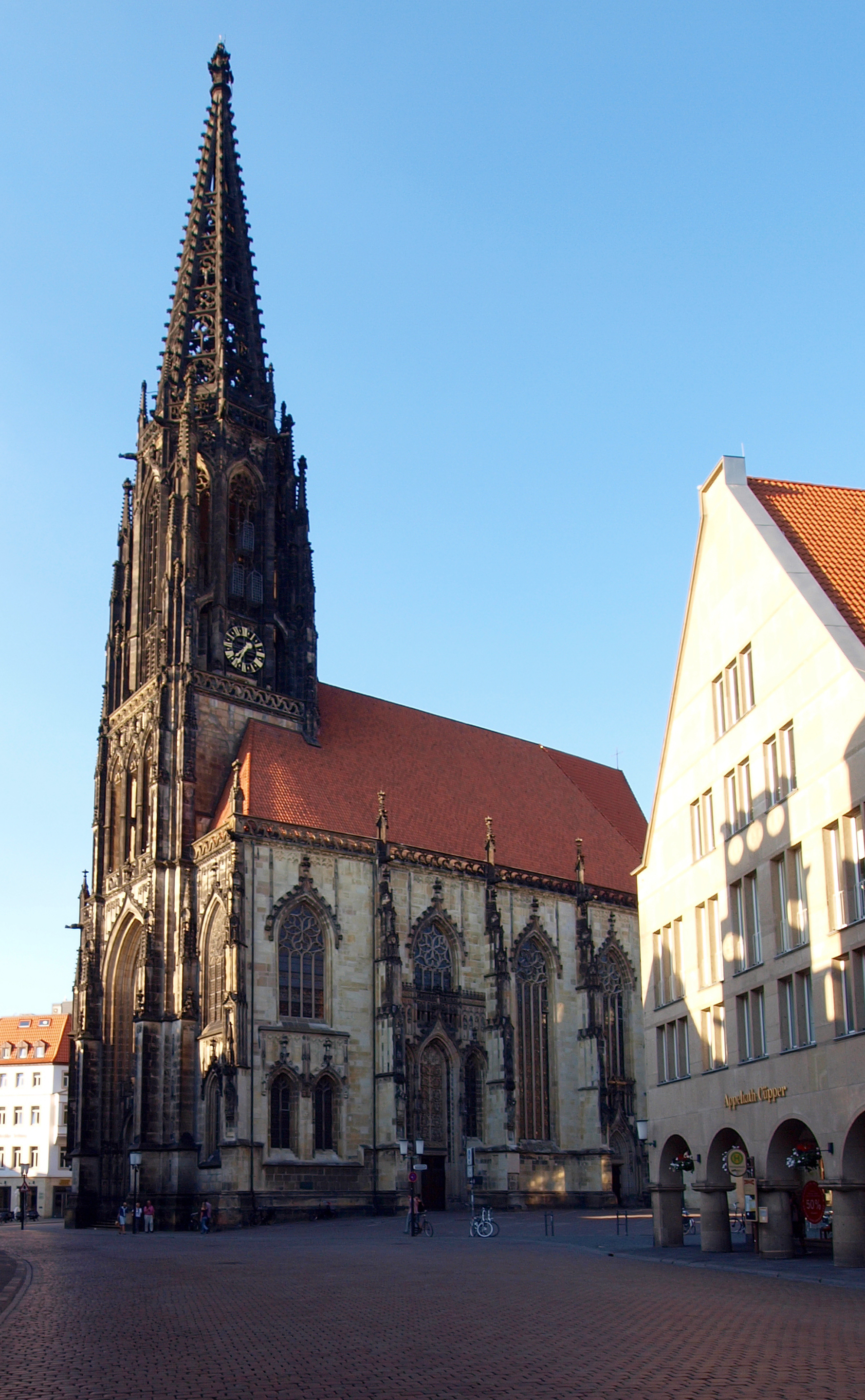
聖蘭貝蒂教堂
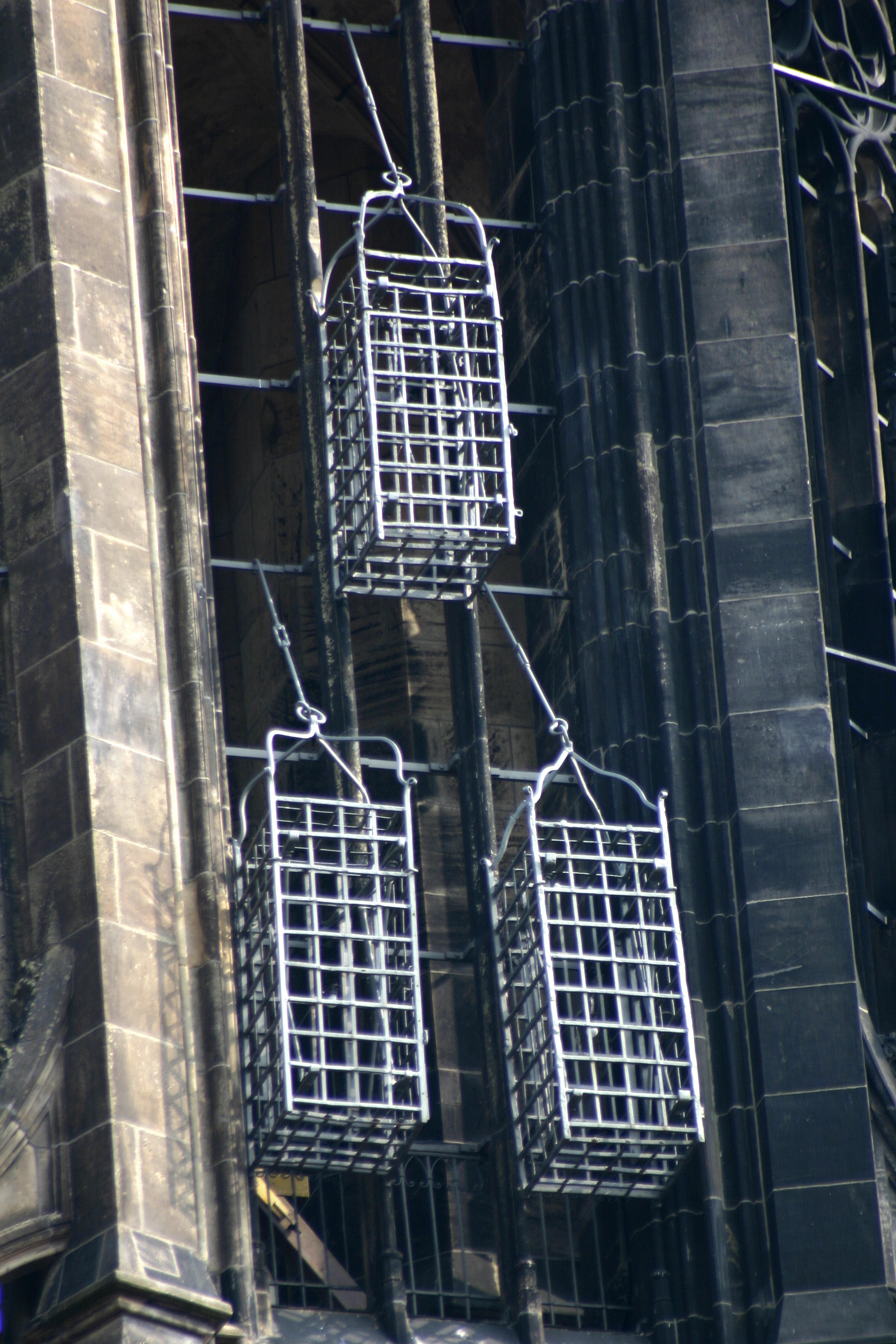
教堂外的三個鐵籠
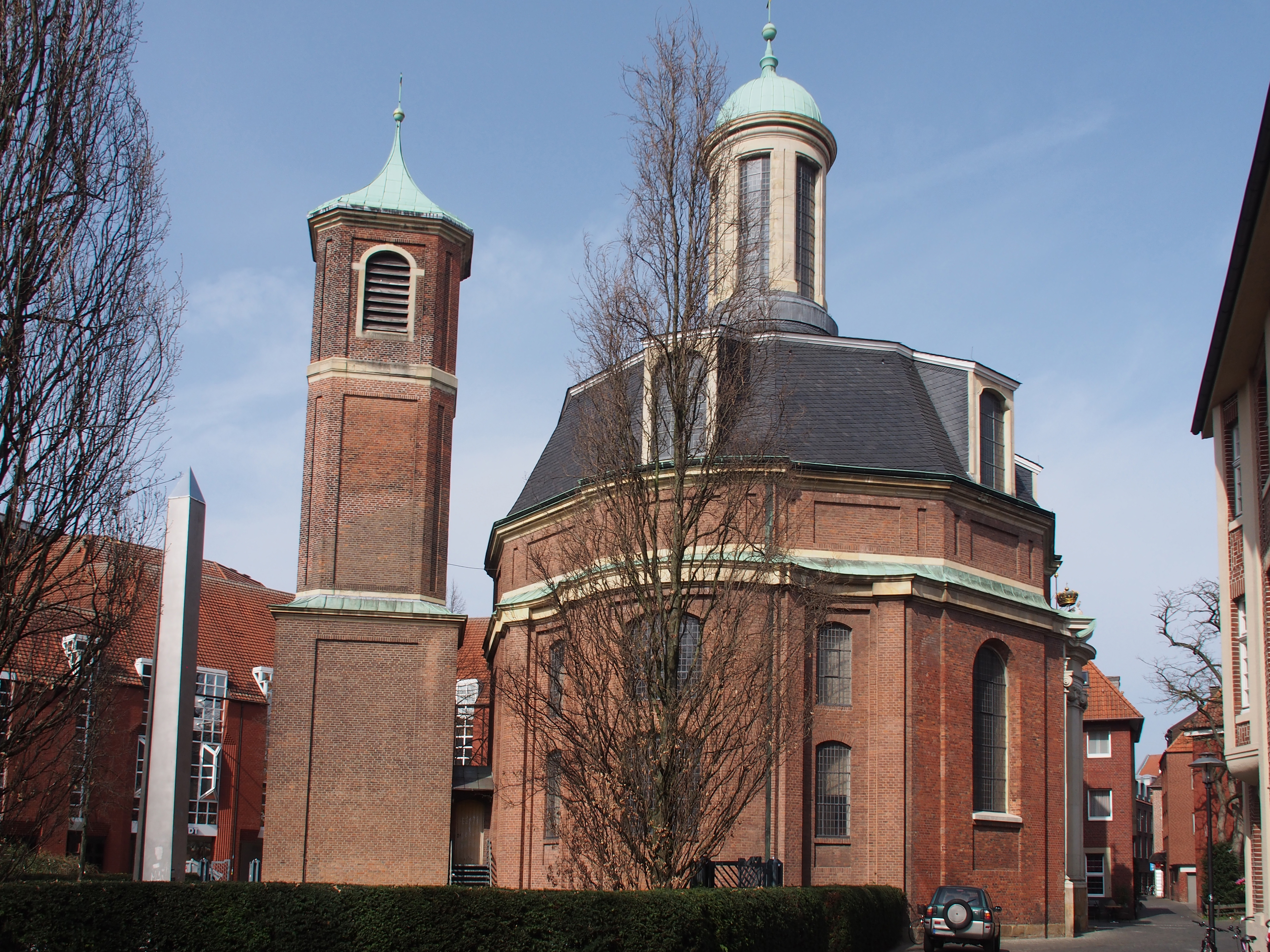
克萊門教堂與鐘樓
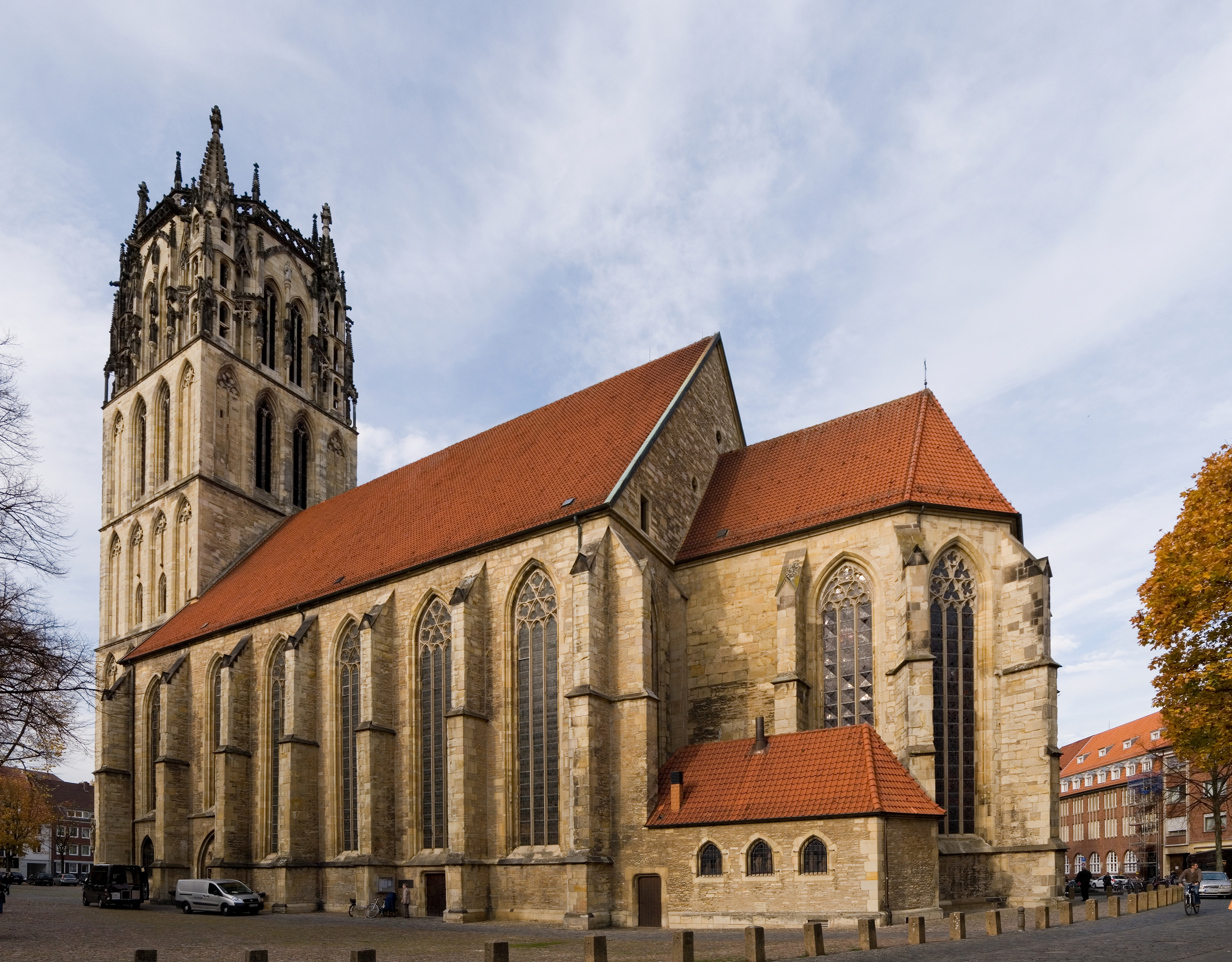
水上教堂

### 博物館
- 威斯特伐利亞州立博物館（德语：Westfälisches Landesmuseum）：展示反聖像再洗禮派藏品
- 畢卡索版畫博物館（德语：Kunstmuseum Pablo Picasso Münster）：畢卡索肖像與石版畫
- 米倫霍夫露天博物館（德语：Mühlenhof-Freilichtmuseum Münster）：重現古人生活場景
- 漆器博物館（德语：Museum für Lackkunst）：展示來自世界各地之漆器

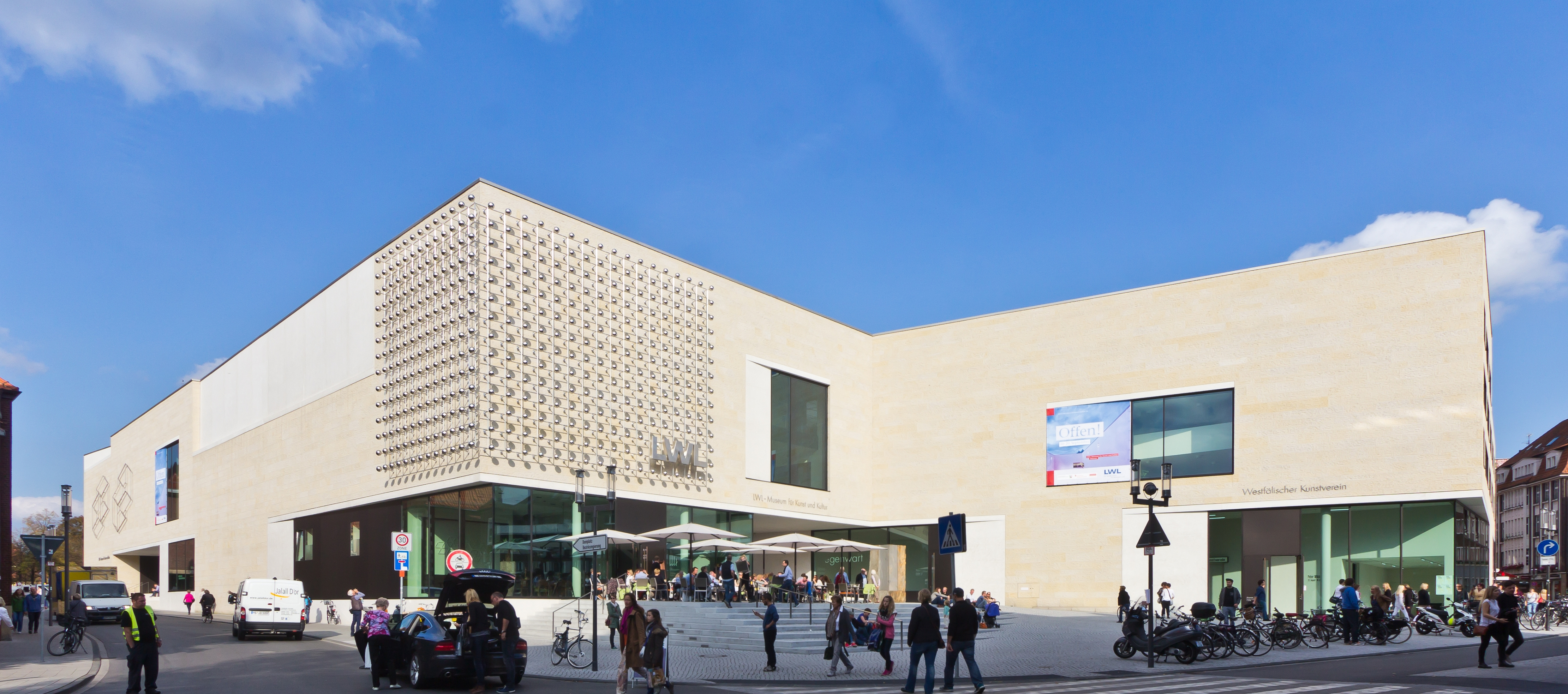
威斯特伐利亞州立博物館
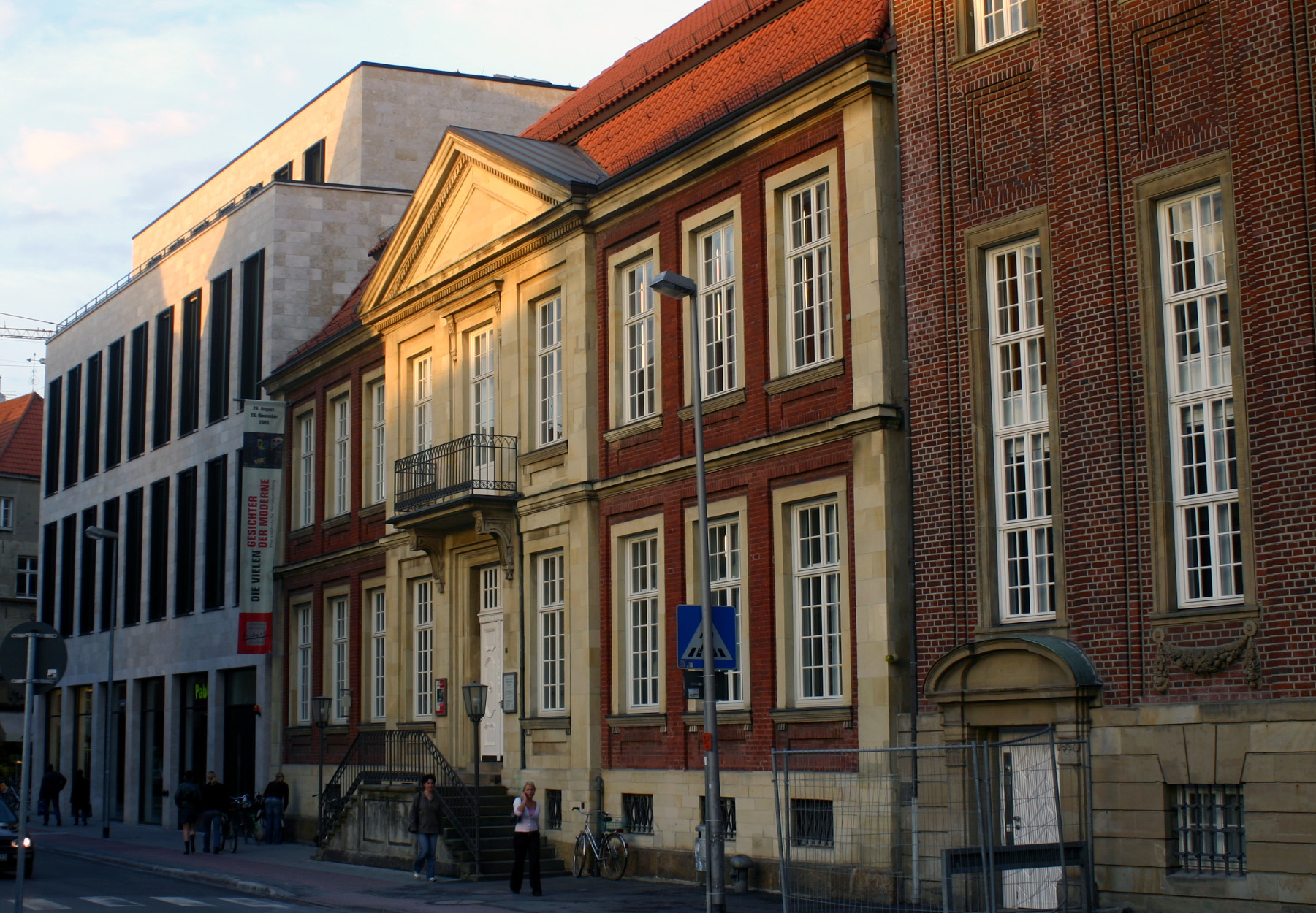
畢卡索版畫博物館
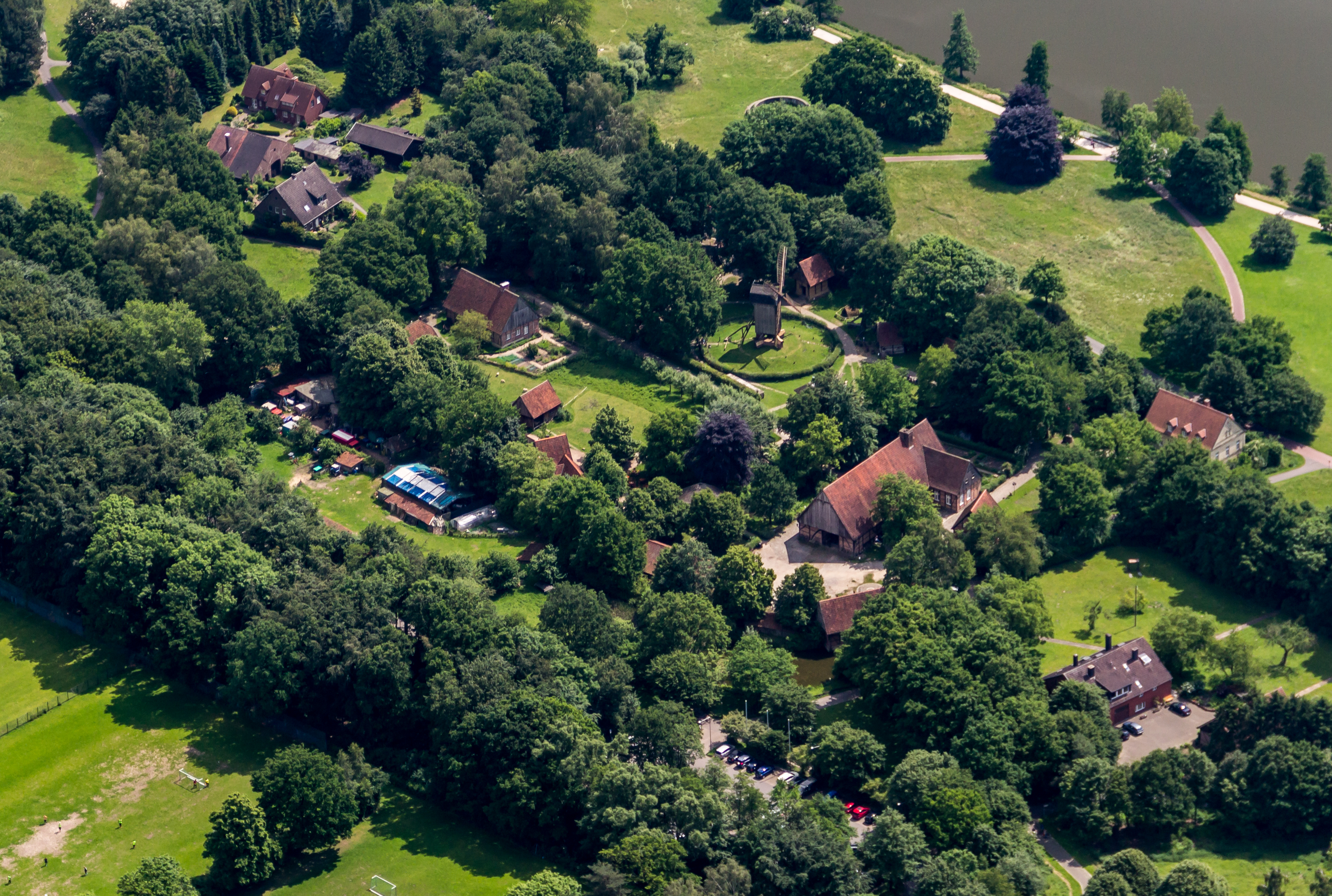
米倫霍夫露天博物館
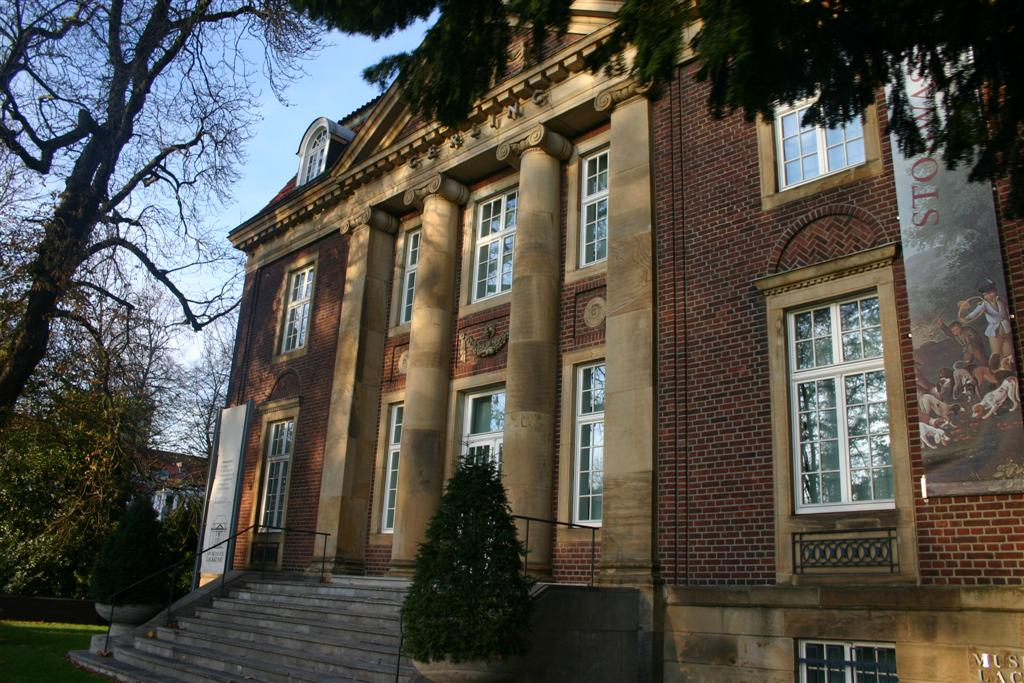
漆器博物館

## 教育科研
- 明斯特大學
- 明斯特應用技術大學

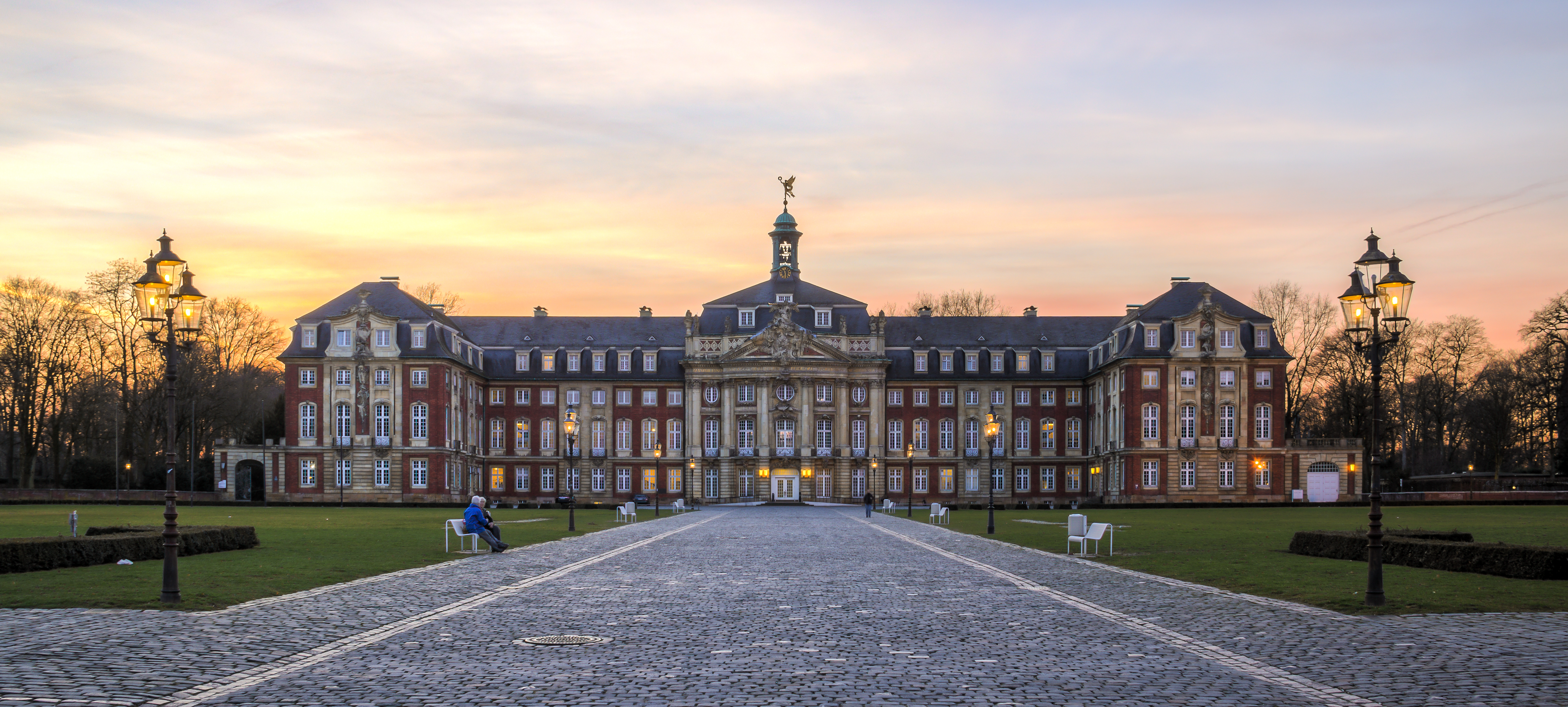
明斯特大學主樓
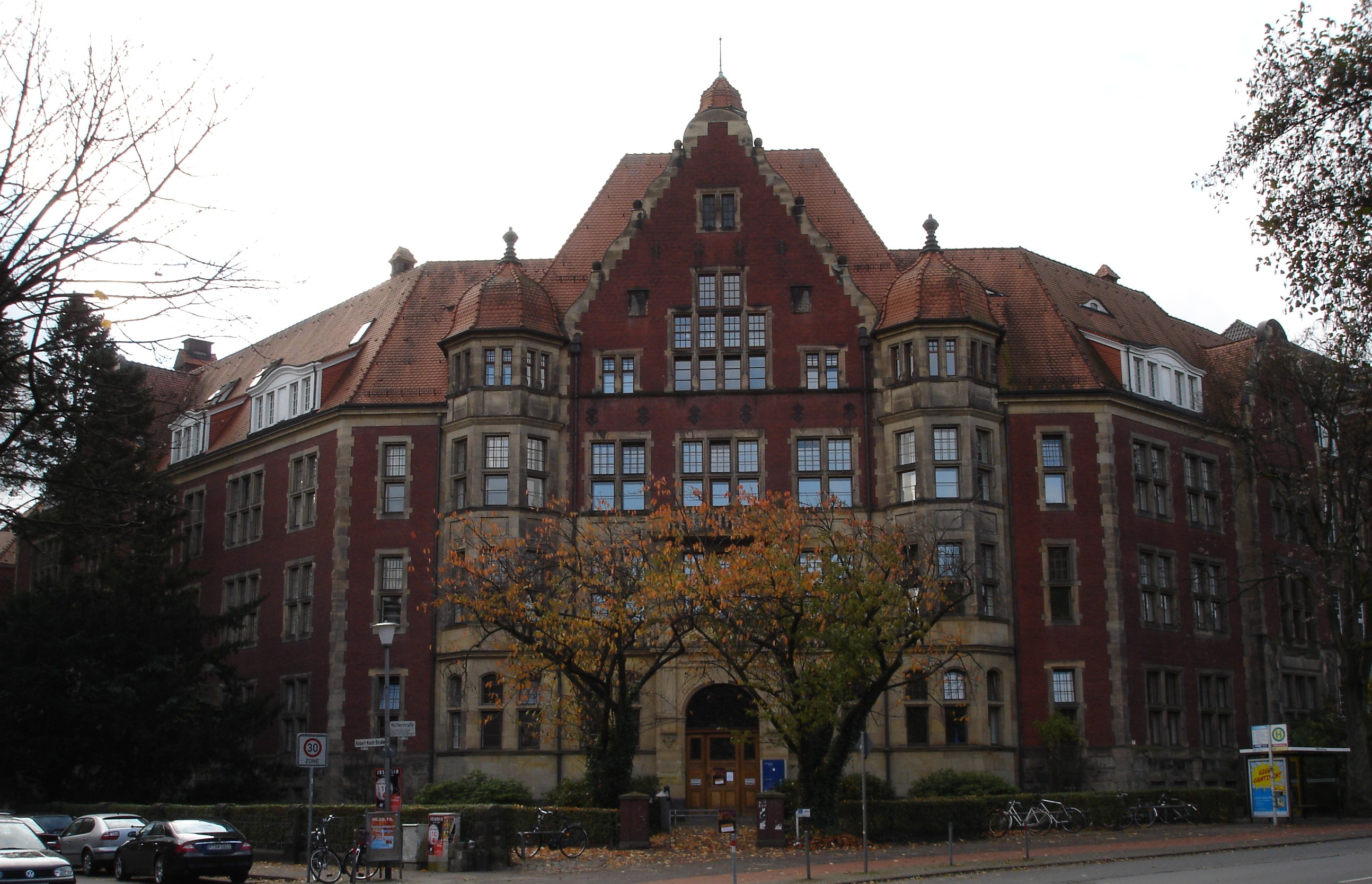
明斯特應用技術大學

## 友好城市
- 法國 奧爾良

## 外部連結
- 明斯特城市網站 （页面存档备份，存于）
- 明斯特應用技術大學 （页面存档备份，存于）
- 明斯特大學 （页面存档备份，存于）